# Blyfri benzin
Blyfri benzin er den standardbenzin, som almindelige biler med benzinmotor bruger i dag. I Danmark sælges blyfri benzin med hhv. oktan 92, 95 og oktan 100 (Shell V-Power) og (OK a.m.b.a.), og tidligere også 98. Den kaldes blyfri, fordi almindelig benzin tidligere var tilsat den blyholdige forbindelse tetraetylbly for at hæve oktantallet.
Oktantallet har betydning for hvor meget energi, der skal til for at antænde benzinen; jo højere oktantal, desto mere energi kræves der. F.eks har diesel et noget lavere oktantal end benzin og kan derfor antændes ved det tryk som opstår, (adiabatisk kompression) når stemplet bevæger sig op og ned i cylinderen. På grund af det højere oktantal kræves der en gnist til antænding af benzin, og jo højere oktantallet er, desto mere præcist kan antændingen styres.
Oktan 98 blyfri er tilsat et stof, som hedder MTBE (Methyl Tertiær Butyl Ether), som er skadeligt for miljøet. Derfor blev oktan 98 blyfri gradvis udfaset i Danmark efter 1. maj 2001, og forhandles i dag ikke længere på nogen danske tankstationer. De fleste biler er konstrueret til at køre på oktan 95.
Langt de fleste benzinbiler kan køre på blyfri benzin. Biler med katalysator må ikke køre på blyholdig benzin, da bly ødelægger katalysatorens funktion.